# ヨシノ自動車
株式会社ヨシノ自動車（かぶしきがいしゃヨシノじどうしゃ）は、神奈川県川崎市川崎区に本社を置く日本のトラック販売会社。ボルボ・トラックの正規ディーラーを務めるほか、国産トラックの新車・中古車販売会社であり、トラックのレンタル・リース事業、整備、保険代理、海外進出など事業を展開している。

## 概要
1959年6月に有限会社ヨシノ自動車を設立し、1968年12月に株式会社に改組された。
もともと運送業を起源とし、トラックを購入・運用し整備を通じて中古車販売へと事業を拡大した。1984年12月には中古車仕入れ難を背景に新車を購入してのトラックレンタル事業を立ち上げた。
2000年1月、日本ボルボ株式会社(当時)と正規代理店契約を締結し、ボルボ・トラックの販売・サービス体制を確立した。2012年2月からは海外事業としてアフリカ・ウガンダで日本車の中古車販売事業を開始した。
2018年には創業60周年を迎え、ボルボ・トラックのカスタムライン「Fast Elefant」を立ち上げた。

## 沿革
- 1959年6月 – 有限会社ヨシノ自動車設立
- 1968年12月 – 株式会社ヨシノ自動車へ組織変更
- 1984年12月 – トラックのレンタカー事業(ヨシノレンタカー[4])開始
- 2000年1月 – 日本ボルボ株式会社と代理店契約を締結[5]
- 2004年6月 – 本社社屋新築
- 2005年11月 – 神奈川県横浜市鶴見区にレンタカー鶴見営業所を設立
- 2006年9月 – スズキ副代理店の認定[6]
- 2012年2月 – アフリカ・ウガンダ共和国の首都カンパラに中古乗用車・中古トラックの輸出販売事業Yoshino Trading Ltdを設立[7]
- 2015年9月 – 東京都町田市にレンタカー東京町田営業所を設立
- 2018年5月 – ボルボ・トラックのカスタムライン「Fast Elefant」を設立[8]
- 2021年2月 – 栃木県小山市に栃木支店を設立
- 2023年4月 – 神奈川県厚木市にレンタカー厚木営業所を設立

## イベント出展
- 2018年5月 – ジャパントラックショー2018[9]
- 2021年11月 – みんなのトラックフェス2021[10][11]
- 2022年5月 – ジャパントラックショー2022[12][13]
- 2022年11月 – みんなのトラックフェス2022[14][15]
- 2023年7月 – みんなのトラックフェス2023（北海道）[16]
- 2024年5月 – ジャパントラックショー2024[17][18]
- 2024年10月 – ジャパントラックショー2024（富士スピードウェイ）[19]
- 2024年10月 – みんなのトラックフェス2024（北海道）[20][21]
- 2025年5月 – NEW環境展2025[22]